# Toxorhina (Ceratocheilus) formosensis
Toxorhina (Ceratocheilus) formosensis is een tweevleugelige uit de familie steltmuggen (Limoniidae). De soort komt voor in het Oriëntaals gebied.